# 박성미 (배우)
박성미(朴星美, 1962년 10월 18일 ~ )는 대한민국의 배우이다.

## 생애
1975년 아역 배우로 첫 데뷔하였고, 상명대학교 사범대학 부속여자고등학교를 졸업한 뒤 1981년에 중앙대학교 연극영화과에 입학했다. 옛된 얼굴로 인해 배역에 한정이 있어 고등학교 졸업 후 10년 여 간 뚜렷한 활약을 나타내지 못했으나, 1991년 《옛날의 금잔디》 이후로 성인 배역으로 활발한 활동을 펼쳤다. 1989년, 중앙대 동창생이었던 영화감독 강제규와 결혼하였으며, 슬하에 아들을 둘 두었다. 고등학교 졸업을 앞두고 1980년에 어린이 TV만화영화 주제가였던 《앤지》, 《루루》, 《캔디》 등을 담아 음반을 내놓기도 했다.

## 출연작

### 드라마/시트콤
- 1977년 : MBC 어린이연속극 《유령의 집》
- 1978년 : MBC 어린이연속극 《범바윗골의 비밀》
- 1978년 : MBC 어린이연속극 《우주탐험대》
- 1979년 : MBC 어린이연속극 《무지개 타는 아이들》
- 1979년 : MBC 어린이연속극 《오똑이분대》
- 1980년 : MBC 드라마 《우리들 세상》
- 1980년 : MBC 드라마 《고운님 여의옵고》
- 1981년 : MBC 라디오 드라마 《여고시대》
- 1982년 : MBC 《어린이 큰잔치》 ... 게스트
- 1982년 : MBC 어린이 드라마 《홈런왕 타돌이》 ... 해설
- 1989년 : MBC 아침드라마 《천사의 선택》 ... 석범의 이종 사촌 누나 역
- 1990년 : MBC 드라마 《내친구 천사》 ... 명구 여동생 역
- 1990년 : MBC 드라마 《아직은 마흔아홉》 ... 명우 역
- 1991년 : KBS 드라마 《옛날의 금잔디》 ... 성정애 역
- 1991년 : MBC 드라마 《전원일기》 서울댁의 사촌 동생이자 서울 아파트 부녀회장의 동생 박문자 역
- 1992년 : MBC 드라마 《여자의 방》
- 1992년 : KBS 드라마 《황금분할》 ... 회원 역
- 1993년 : MBC 베스트극장 《아빠 사랑해요》 ... 아내 역
- 1993년 : KBS 드라마 《일요일은 참으세요》 ... 시누이 역
- 1993년 : KBS 일일연속극 《당신이 그리워질때》 ... 장효선 역
- 1994년 : MBC 드라마 《종합병원》 ... 윤정애 역
- 1995년 : KBS 일일연속극 《바람은 불어도》 ... 이애순 역
- 1996년 : MBC 아침드라마 《달콤한 인생》 ... 홍해옥 역
- 1996년 : SBS 시트콤 《아빠는 시장님》
- 1996년 : MBC 베스트극장 《합장》 ... 유리 역
- 1997년 : MBC 베스트극장 《아빠가 딸에게 해줄 수 있는 모든 것》 ... 신중의 아내 역
- 1997년 : MBC 드라마 《간이역》 ... 하영 역
- 1997년 : SBS 시트콤 《미스&미스터》
- 1997년 : iTV 일일드라마 <가족> ... 황남희 역
- 1998년 : KBS 일일연속극 《살다보면》 ... 최경자 역
- 1998년 : MBC 베스트극장 《숨은 얼굴 찾기》
- 1998년 : MBC 베스트극장 《신데렐라 죽이기》 ... 정인 역
- 1999년 : SBS 드라마 《아들아 너는 아느냐》 ... 장기이식 코디네이터 역
- 1999년 : KBS 일일연속극 《사람의 집》 ... 심학희 역
- 2001년 : MBC 일요아침드라마 《어쩌면 좋아》
- 2001년 : SBS 주말극장 《화려한 시절》 ... 장미자 역
- 2004년 : KBS 드라마 《꽃보다 아름다워》 ... 고모 역

### 광고
- 1994년 동성제약 비오킬
- 1996년 동화약품 후시딘
- 2000년 교수문화 노벨과개미

### 영화
- 1980년 : 《아낌없이 바쳤는데》
- 1990년 : 《꿈》
- 2002년 : 《몽정기》 ... 동현의 어머니 역

### 뮤지컬
- 《사운드 오브 뮤직》 ... 마리아 역(주연)

### 연극
- 《세종대왕》 ... 원경왕후 민씨 역

## 수상
- 1979년 MBC 방송연기상 특별상 《우주탐험대》
- 1999년 KBS 연기대상 여자 조연상 《사람의 집》

## 가족 관계
- 배우자 : 강제규 (1962년 11월 27일 ~ )
- 아들 : 강윤원, 강지완